# Algol (stjärna)

Algol är en trippelstjärna (Algol A, B och C) där den tunga och ljusstarka Algol A regelbundet förmörkas av den ljussvagare Algol B. Det sker med en period på 2,87 dygn. Avståndet mellan stjärnorna är endast 0,062 AE och Algol A suger därför sakta åt sig massan från Algol B. Animationen består av 55 bilder.

Algol (β Per, β Persei, Beta Persei) är en trippelstjärna i stjärnbilden Perseus. Stjärnor av samma typ kallas efter den algolstjärnor.

## Observationshistorik
Stjärnans observerade ljusstyrka varierar över en period av 2 dagar, 20 timmar och 49 minuter. Detta beror på att när den ljussvagare stjärnan passerar framför den ljusstarkare stjärnan döljs ljuset delvis från den senare.
Dess variation nedtecknades först av Geminiano Montanari 1667, men var troligen känd sedan tidigare. Namnet kommer från arabiska Al Ra's al Ghûl och betyder ”Demonens huvud”. och ett annat namn är "Demonstjärnan", troligen beroende på dess beteende. Inom astrologin anses den medföra olycka.
Det faktum att den tyngsta av stjärnorna inte har kommit lika långt i sin utveckling som de lättare (och därför vanligen mer långlivade) kan förklaras av att det sker en materietransport mellan de bägge stjärnorna, så att den nu tyngre stjärnan från början var lättast.

## Uppgifter om komponenterna i trippelsystemet
| Komponenter | Halv storaxel | Excentricitet | Period       | Inklination |
| ----------- | ------------- | ------------- | ------------ | ----------- |
| A–B         | 0,00218″      | 0,00          | 2,86736 dygn | 97,69°      |
| (AB)–C      | 0,09461″      | 0,225         | 680,05 dygn  | 83,98°      |

Algol är ett trippelstjärnigt system. Sett från jorden bildar Algol Aa1 och Algol Aa2 en förmörkande dubbelstjärna eftersom deras omloppsplan ligger på siktlinjen från jorden. Det blinkande paret är separerat med endast 0,062 astronomiska enheter (AE), medan den tredje stjärnan i systemet (Algol Ab) ligger på ett genomsnittligt avstånd på 2,69 AE från paret, och triodens ömsesidiga omloppsperiod är 681 dygn. Systemets totala massa är ca 5,8 solmassor och massförhållandena för Aa1, Aa2 och Ab är ca 4,5 till 1 till 2. De tre komponenterna i den ljusa trippelstjärnan brukade förr benämnas, och ibland fortfarande kallas Beta Persei A, B och C. Ytterligare fem svaga stjärnor är också listade som följeslagare.
Studier av Algol ledde till Algolparadoxen i teorin om stjärnutveckling. Även om komponenter i en dubbelstjärna bildas samtidigt, och massiva stjärnor utvecklas mycket snabbare än mindre massiva stjärnor, befinner sig den mer massiva komponenten Algol A fortfarande i huvudserien, medan den mindre massiva Algol B är en underjättestjärna i ett senare utvecklingsstadium. Paradoxen kan förklaras av massöverföring när den mer massiva stjärnan blev en underjätte, fyllde den sin Roche-lob, och större delen av massan överfördes till den andra stjärnan, som fortfarande är i huvudserien. I vissa dubbelstjärnor som liknar Algol kan sådant gasflöde observeras. 
Detta system uppvisar också flares av röntgen- och radiovågor. Röntgenflares anses vara orsakade av magnetfälten hos A- och B-komponenterna som interagerar med massöverföringen. Radiovågorna kan skapas av magnetcykler som liknar solfläckarna, men eftersom de här stjärnornas magnetfält är upp till tio gånger starkare än solens magnetfält, är denna radiostrålning starkare och mer ihållande.
Magnetiska aktivitetscykler i den kromosfäriskt aktiva sekundära komponenten skapar förändringar i gyrationsradien som har kopplats till återkommande variationer hos omloppsperioden. Massöverföring mellan komponenterna är liten i Algol-systemet men kan vara en signifikant källa till periodförändring i andra dubbelstjärnor av Algol-typ.
Algol beräknas befinna sig ca 92,8 ljusår från solen, men för omkring 7,3 miljoner år sedan passerade den inom 9,8 ljusår från solsystemet och dess skenbara magnitud var då ca -2,5, vilket är betydligt ljusare än stjärnan Sirius är idag. Eftersom Algol-systemets totala massa är ca 5,8 solmassor, kan det vid den närmaste positionen ha haft tillräcklig gravitation för att något störa Oort-molnet i solsystemet och därigenom öka antalet kometer som kommer in i den inre delen av solsystemet. Den faktiska nettoökningen av kometkollisioner anses emellertid ha varit ganska liten.